# 臺灣教育史
臺灣教育史相對於臺灣開發史而言，啟蒙相當的早。如果不包含沒有文字記載的平埔族群及高山族等原住民的教育方式，仍可溯源自荷西時期的宗教跟語文教育，之後歷經明鄭時期建設孔廟太學、清治時期建設書院、日治時期成立學校制度、戰後的戒嚴時期教育和九年國民義務教育，直到解嚴後的教育改革。

## 荷西時期
1625年，統治台灣的荷蘭行政長官馬蒂·孫克（Maarten Sonck）要求荷蘭方面派遣2至3個能讀經、且可教化原住民的宣教師來台，使此地的原住民能改信基督信仰。然而，第一批派遣來的是無權行使洗禮的探訪傳道。一直到1627年6月，第一個正規的教區牧師干治士（Georgius Candidius）抵台後，才正式開始荷蘭人在台灣的傳教事業。首先開始的傳教地區新港社，也在1630年集體表示接受基督教信仰。
1636年5月26日，荷蘭人在新港開辦了台灣史上第一所學校，這個學校不僅將宗教教育制度化，而且也引入西方的讀寫識字能力訓練。由於荷蘭的教派主張以方言或口語來傳教，因此以新港語做為學校的教學語言。除了用拉丁字母將口語書寫下來以外，同時也編輯了教義問答、祈禱文等做為教材。宣教師尤羅伯（Robertus Junius）於1643年的教育報告中記載，新港學校已有80名學生，其中有24名學生在學習書寫，大約有8到10個人能整齊的書寫，在鄰近的目加留灣學校中，全部的90個學生中也有8個能夠書寫。
這些派駐在台灣的宣教師除了傳教外，也編輯各種的字典、教義書，如新港語的《馬太福音》、《法包蘭語彙》（Favorlangsche Vraegstucke）等，成為後來學者研究原住民語言的依據。當然，在這些留存下來的歷史文件中，最著名的就是原住民與漢人因土地關係而訂定的契約文書，俗稱為《番仔契》，也就是所謂的《新港文書》。
1627年，西班牙在臺灣北部設立教區。

## 明鄭時期
1661年鄭成功擊退荷蘭東印度公司後，雖然隔年去世，不過繼承者鄭經與明鄭主要官員陳永華積極從事台灣教育工作。1666年，陳永華於當時台灣首都承天府建造全台灣第一座孔廟，並在孔廟左廂內設置太學，即今該地全台首學由來，這也是全台灣的第一所由官方出資興辦的求學場所，名字稱為官學，又因為設於孔廟內又稱為儒學。

## 清治時期
1683年大清國統治台灣。大清國靖海侯施琅在台灣設立第一所名為「西定坊書院」的教育場所。這場所為免費入學的義學。1704年大清國政府於台設立而真正具有漢人傳統的書院，則是台南崇文書院。1683年-1895年，大清國於台灣設立了數十所書院，這些書院多是官辦或官民合辦。這情形與當時大清國學院全由私辦的情形不太相同。
當時台灣，除了儒學、義學、書院之外，還有由私人籌辦的小型書房。這些以八股文為主的教育體系，與現代的教育體系尚有一段距離。
值得一提的是，清治時期負責台灣教育體系的台灣府儒學教授與台灣府儒學訓導隸屬於台灣道與台灣府，為台灣清治時期的最高教育體系地方官員，該官職主要從事台灣府境內之教育行政部分，該兩職品等雖不高，但是地位崇高。也因為是從事教育方面，因此該官職通常為閩籍，語言可與台灣人互作溝通，事實上、教學上也以閩語為主，官話為輔。
在新式教育部分，由台灣巡撫劉銘傳推動在1887年於臺北大稻埕六館街創「西學堂」，是臺灣第一個新式學堂，學習科目包含英文、法文、史地、理化、算數與測繪等。 另外為培養實用人才也於1890年在大稻埕建昌街設「電報學堂」。

## 日治時期

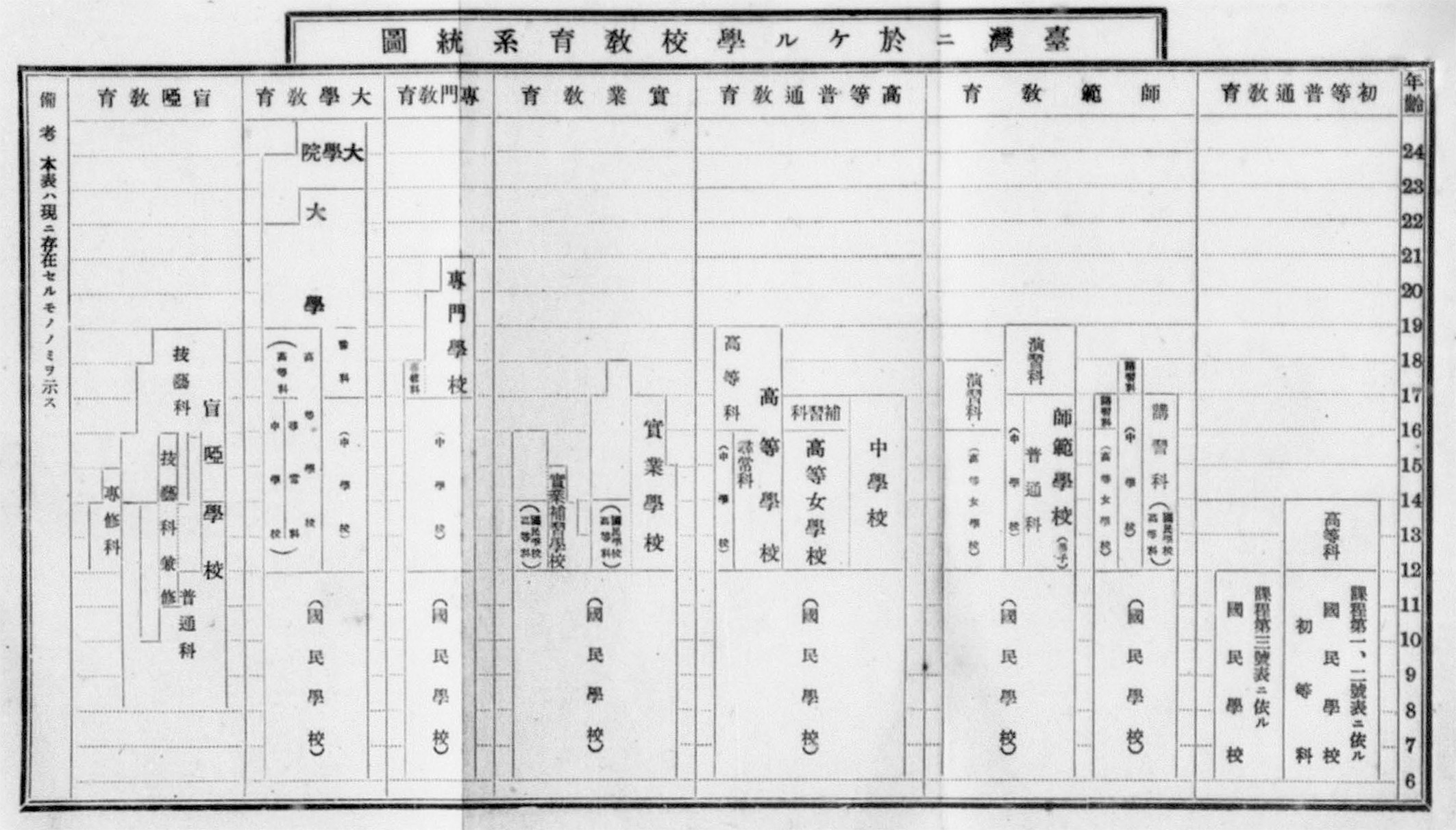
台灣日治時期教育系統圖

1895年乙未戰爭後，台灣日治時期正式開始。1895年7月14日台灣總督府第一任學務部長伊澤修二，執掌台灣教育事務。他在設置台灣公學校意見一文中，建議台灣總督府於台灣實施當時日本尚未實施的兒童義務教育。1895年台灣總督府於台北市芝山岩設置第一所西式教育場所，也是台灣第一所小學（今台北市士林國小）。隨後雖發生六氏先生事件，台灣總督府仍於1896年設置國語傳習所，設置更多義務小學。之後，1898年國語傳習所於並升格至公學校，1941年再改為國民學校。1943年，總督府正式實施六年國民義務教育，屆齡學童強制必須接受義務教育。至1943年底，全台共有 1099所國民學校，小學生932,525人，台灣兒童的義務教育普及率為71%，全亞洲只低於日本，已達先進國家之列。
日治時期的初等教育以種族分設學制，共有公學校、小學校、蕃童教育所、蕃人公學校。臺灣民間以「讀日本冊」（tha̍k Ji̍t-pún-tsheh）泛指接受新式日本教育。
中等教育方面，為普及教育需要的大量師資，日人採公費制的師範學校制度。除師範教育外，經濟考量的實業學校是日治時期中等教育重點，包含農工商漁都廣設實業學校，以求台人只需會技術但不須深造學術，便於管制。
在普通科方面，一開始僅供日本人就讀，直至1915年臺灣仕紳籌設臺中中學校，臺灣人才有就讀普通科中等教育的機會。日治中期各地增設，如臺北（一中、二中、三中、四中、一高女、二高女、三高女、四高女）、竹中、竹女、臺中（一中、二中、一高女、二高女）、彰中、彰女、嘉中、嘉女、臺南（一中、二中、一高女、二高女）、高雄（一中、二中、一高女、二高女）、宜中、蘭女等。
女子教育部分，隨著教育政策的改變和社會的變遷，女子教學的內容日趨多元，但主要目標仍是期望女性成為「良妻賢母」，而非訓練女性能自立更生。1896年後「國語學校」以手工藝為號召，正式成立女子分教場，而後從初等教育發展出中等女學校，但直到1930年代之後，女性受教育的情況才逐漸普遍。
1922年設立具大學預科性質的七年制臺灣總督府臺北高等學校，是進入帝國大學唯一的途徑，現校地為國立臺灣師範大學。

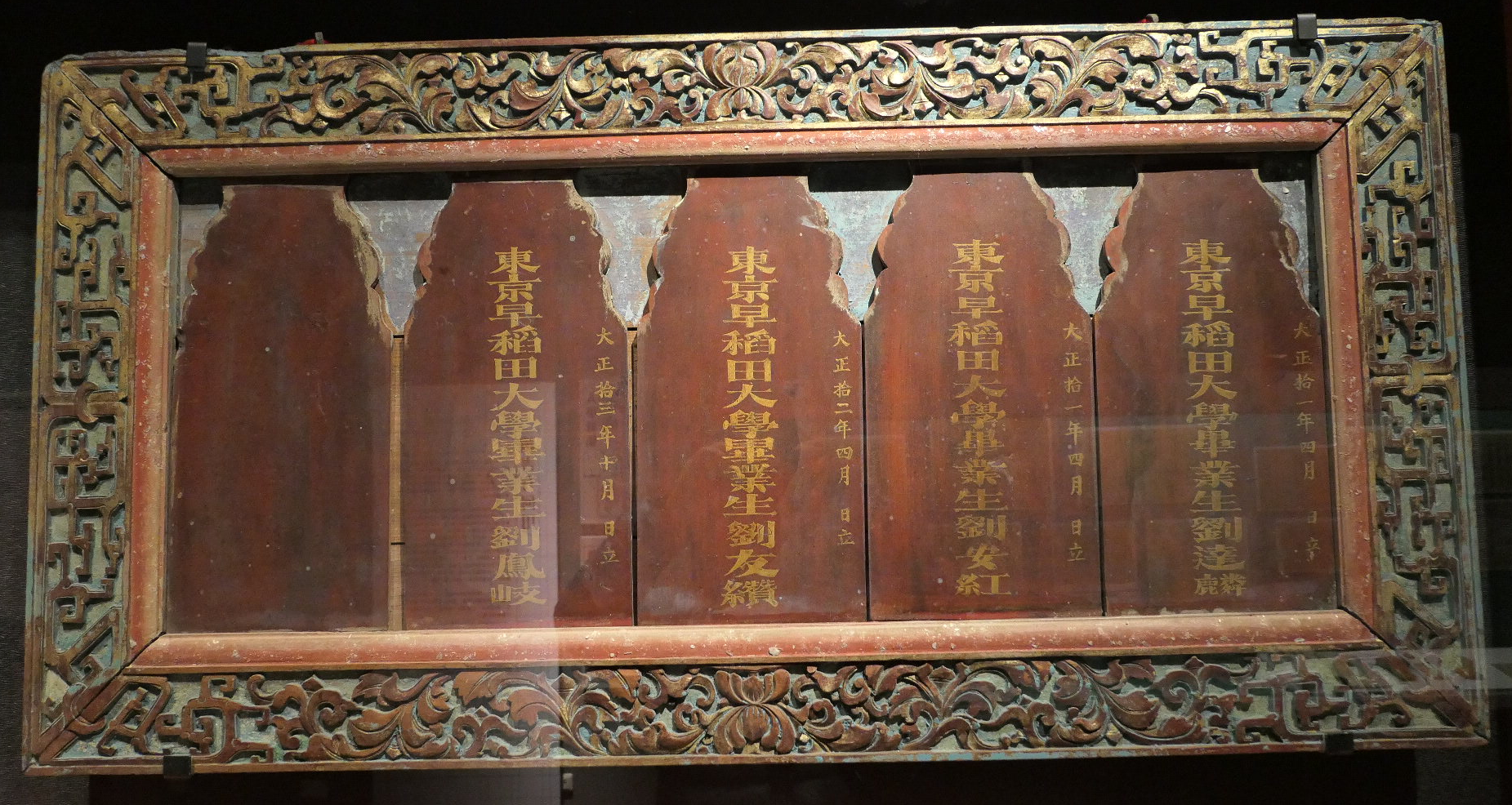
日本時代木製升學榮譽榜牌匾。

1928年設立臺北帝國大學，招收自臺北高等學校畢業之學生。若無法進入臺北帝大就讀，日治時期台灣人僅能負笈他鄉至日本留學，1945年統計，曾留過學的台人，共計20萬之譜。1941年設立臺北帝國大學預科，畢業生僅能升入臺北帝國大學就讀。
此外，雖然日本於1937年開始便在台灣施行皇民化運動，更於1943年實施六年國民義務教育，但傳統的私塾仍偷偷存在，當時很多漢人父母也讓小孩仍趁著課餘時間到私塾，跟著漢文老師學習四書五經、作詩寫文，要他們不能忘本。
2000年諾貝爾化學獎得主白川英樹曾於3～4歲時定居台灣。兩名諾貝爾物理學獎候選人久保亮五、小田稔均畢業於臺灣總督府臺北高等學校（現址為國立臺灣師範大學）。

### 日治時期教育政策列表
- 1896年3月31日發佈《臺灣總督府直轄諸學校官制》[6]。
- 1896年6月22日發佈《臺灣總督府國語傳習所規則》[7]。
- 1896年9月25日發佈《臺灣總督府國語學校規則》，國語學校語學部教授國語[註 1]及土語[註 2][8]
- 1898年7月發佈《臺灣公學校令》[9][10]。
- 1899年3月31日發佈《臺灣總督府師範學校官制》[9]。
- 1899年4月13日發佈《臺灣總督府師範學校規則》，規定學校的組織[9]。
- 1919年發佈《臺灣教育令》。
- 《日台共學制度》

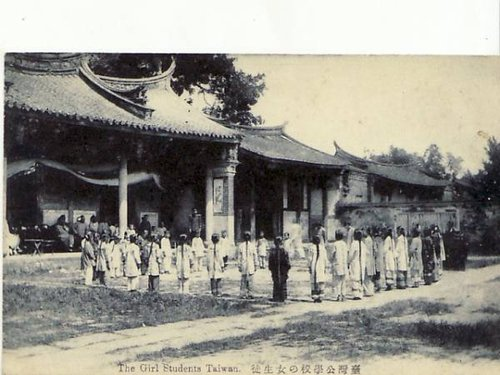
日治初期臺南孔廟作為教育臺灣人之公學校（小學程度）
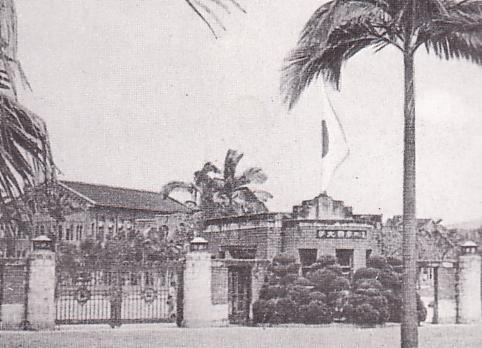
臺北帝國大學的校門（今國立臺灣大學）
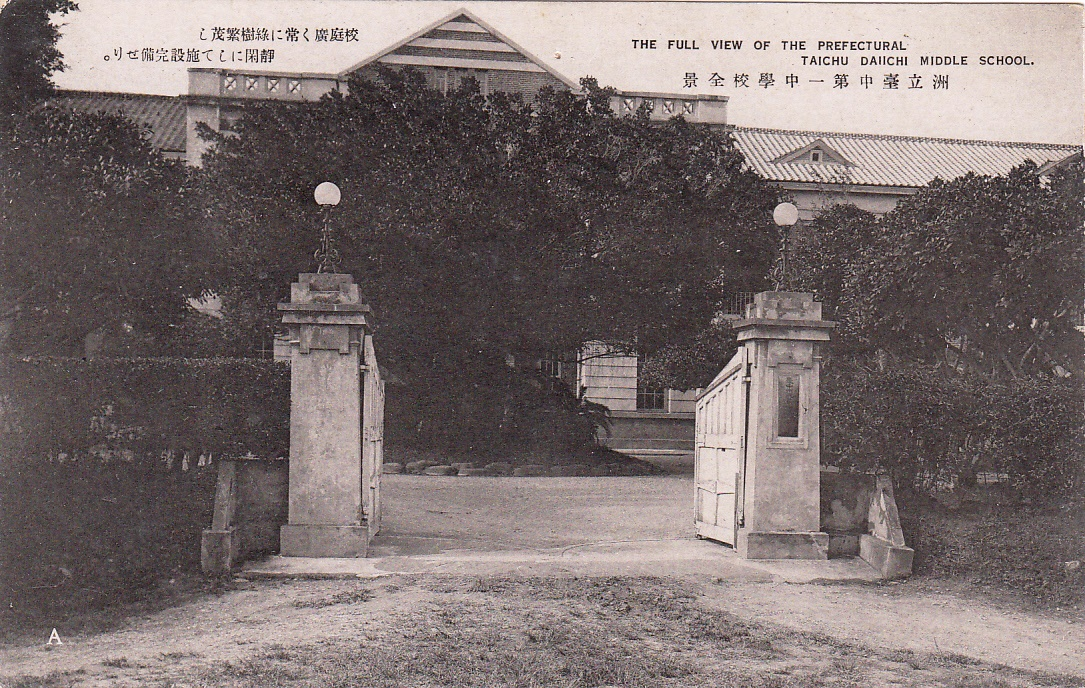
日治時期臺中一中校門
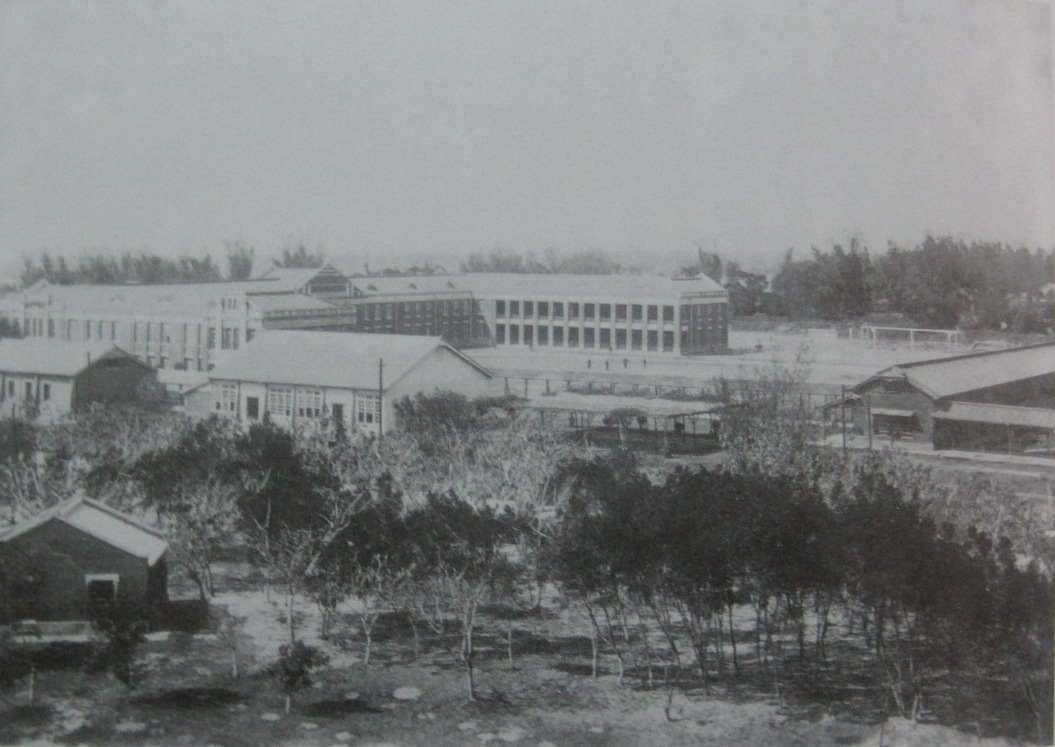
日治時期臺中一中舊校舍
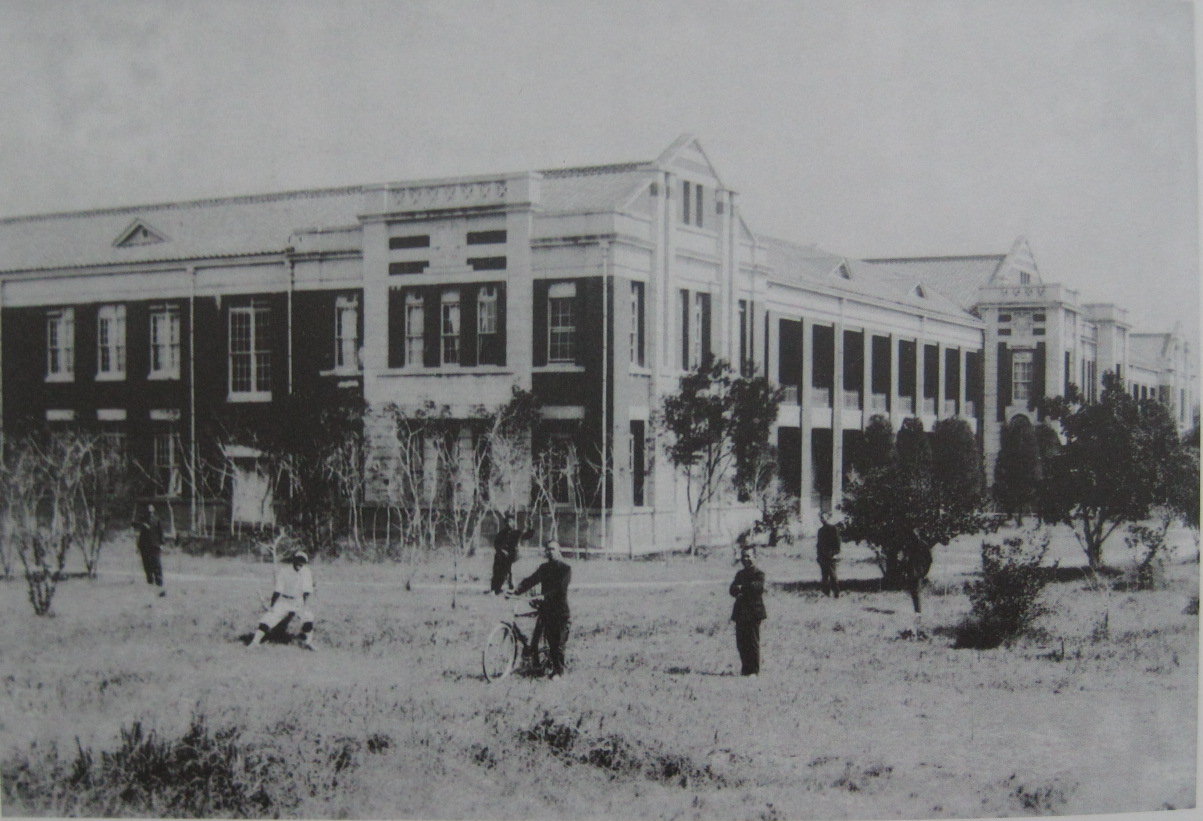
日治時期臺中一中舊校舍
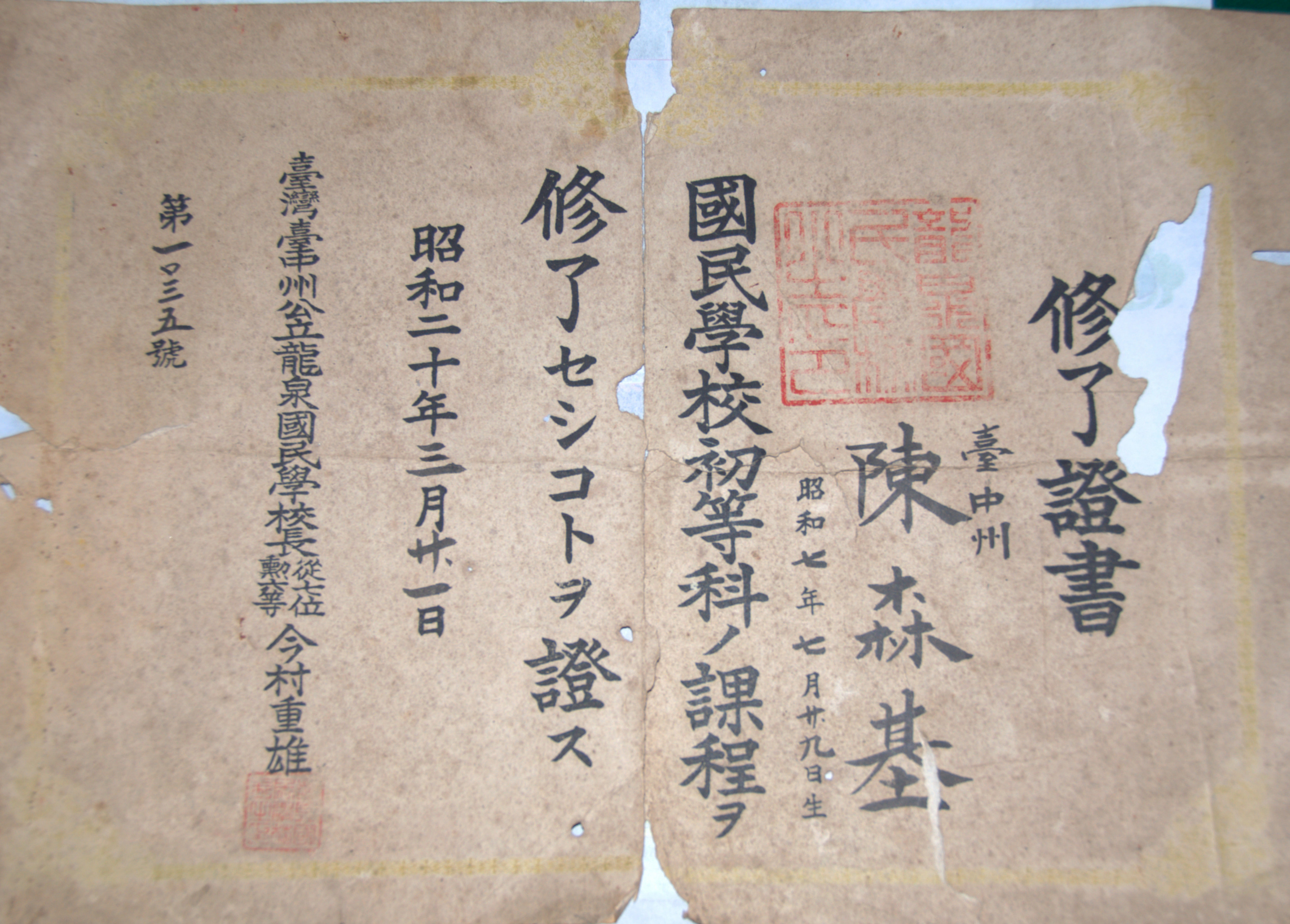
日治時期龍泉國小畢業證書，時任台灣日治時期最後一位日人校長。
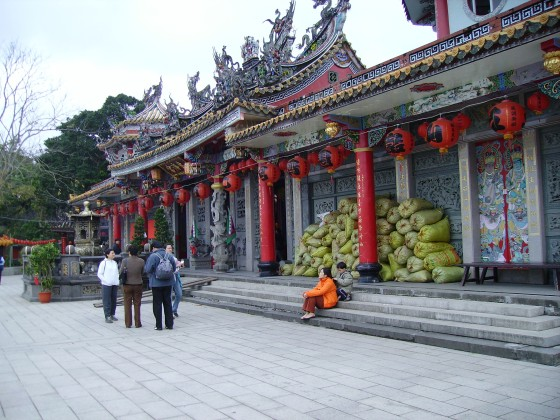
芝山巖惠濟宮，曾為清朝時期的建築，日治時期的國語學校第一附屬學校
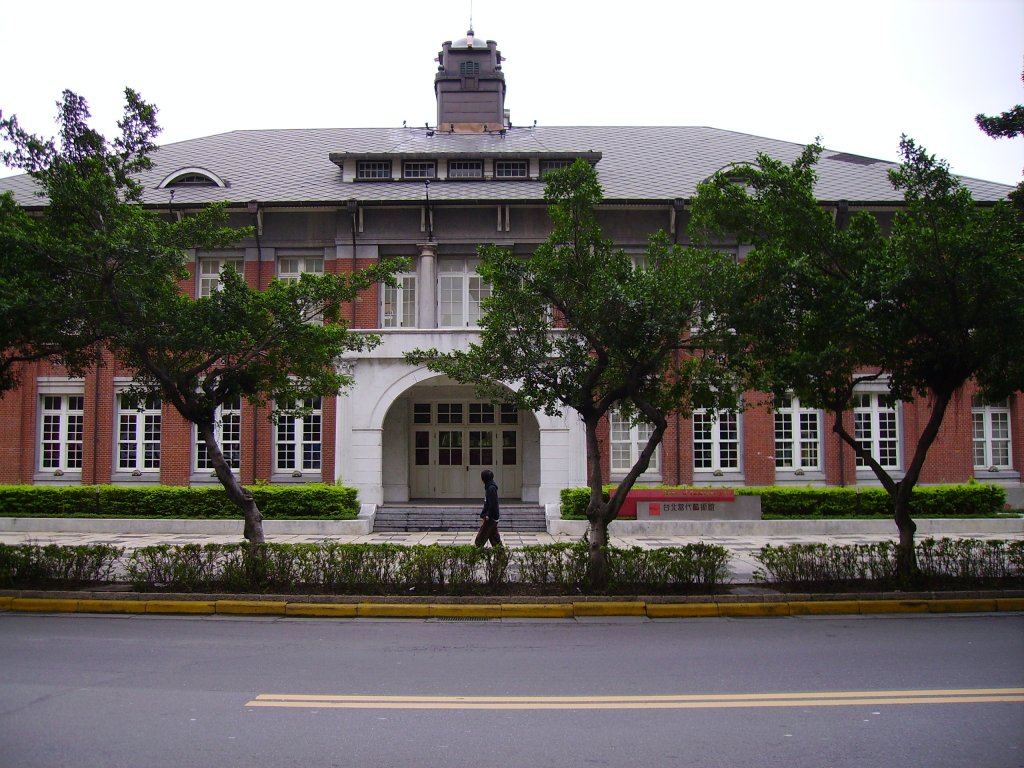
台北市政府舊廈，曾為日治時期的建成小學校

## 戰後
國民政府遷台後，在教育資源與體制方面，則約承襲日治時期後期與國民政府在大陸時期的綜合體制。

### 戒嚴時期

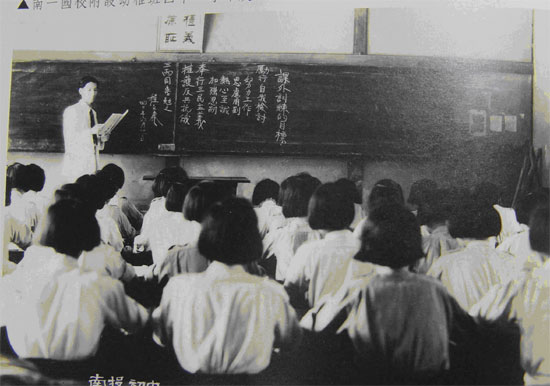
南投縣立初級中學，導師指導課外作業，教室黑板上寫著「奉行三民主義，擁護反共抗俄」（1951年）

1949年5月19日，中華民國政府發佈《臺灣省戒嚴令》後，進入戒嚴時期；1950年發佈《戡亂建國教育實施綱要》及《非常時期教育綱領實施辦法》，國民中小學及大學課程中列有三民主義，極力推展愛國教育、反共抗俄、去日本化及國語運動，並且禁止說方言，學生講方言會被處罰。1968年，開始實施九年國民義務教育。

### 解嚴後的教育改革
台灣1990年代以來一連串的教育改革措施，不論是法令、師資、課程、教學、教科書、財政等方面，均有重大的變革，堪稱台灣教育史上變動最劇烈的階段。由於教改牽涉層面相當廣，因此不斷為社會各界所廣泛討論，又因爭議頗多，且配套不足倉促上路。實施至今各界給予不一的評價。

### 引用
1. ↑  蔡元隆; 黃雅芳; 張淑媚. . 五南. 2014-09-25  [2015-08-12]. ISBN 9789571176444. （原始内容存档于2016-03-04）.
2. ↑  . .   [2024-01-02]. （原始内容存档于2024-01-02）.
3. ↑  .   [2024-01-02]. （原始内容存档于2024-01-02）.
4. ↑  . gushi.tw. 故事.   [2017-10-24]. （原始内容存档于2019-05-03） （中文（臺灣））.
5. ↑  國立臺灣歷史博物館. . 斯土斯民展品列表 - 斯土斯民-臺灣的故事. 國立臺灣歷史博物館.   [2018-02-14]. （原始内容存档于2019-05-02）.
6. ↑  . .[永久]
7. ↑  許佩賢. . 國立台灣師範大學歷史學系、台灣省文獻委員會合編. 2000: 摘要  [2015-08-12]. （原始内容存档于2018-12-10）.
8. ↑  陳文松. . 國立臺灣大學出版中心. 2015-03-23: 83  [2015-08-12]. ISBN 9863500585. （原始内容存档于2020-09-21）.
9. 1 2 3  邱各容. . 秀威出版. 2013-09-01  [2015-08-12]. ISBN 9863261548. （原始内容存档于2019-06-08）.
10. ↑  . .[永久]
11. ↑  島嶼柿子文化館編. . 柿子文化. 2004-03-30  [2015-08-12]. ISBN 9572944002. （原始内容存档于2019-05-03）.
12. ↑  . 國立臺灣文學館.   [2015-08-13]. （原始内容存档于2015-07-13）.